# Érick González (ur. 1973)
Érick Fernando González Rodríguez (ur. 24 sierpnia 1973 w Mixco) – gwatemalski piłkarz występujący na pozycji pomocnika, trener piłkarski, od 2025 roku prowadzi San Pedro.